# Les Grands Ballets canadiens de Montréal
Les Grands Ballets Canadiens de Montréal sono una compagnia canadese di balletto con sede a Montréal, Québec. Compagnia di creazione e di repertorio, propone opere classiche e contemporanee.

## Storia
La compagnia fu fondata nel 1957 da Ludmilla Chiriaeff che nel 1952 lasciò Berlino e si trasferì a Montréal con il sogno di insegnare e far amare la danza.
Al suo arrivo a Montréal, Ludmilla Chiriaeff fondò una piccola compagnia, Les Ballets Chiriaeff. Nel 1954 la giovane emittente televisiva di Radio-Canada propose a Chiriaeff di presentare ogni mese un balletto per il programma L'Heure du concert. La maggior parte delle coreografie ad esso destinate sono di Chiriaeff e fra i ballerini figurano Eric Hyrst (anche coreografo), Brydon Paige ed Eva von Gencsy.
È nel 1957 che Les Ballets Chiriaeff divennero finalmente Les Grands Ballets Canadiens, la prima compagnia di balletto professionale del Québec. Sin dalla loro creazione, Les Grands Ballets hanno eseguito un'ampia gamma di balletti, che vanno dai classici alle principali opere contemporanee. Sotto la direzione di Chiriaeff, Fernand Nault (1965-1973), Brian Macdonald (1974-1977) e Lawrence Rhodes (1990-1999), l'istituzione ha favorito lo sviluppo di artisti importanti come James Kudelka, Édouard Lock e Ginette Laurin.
Nel 1965 Fernand Nault entra a far parte della troupe in qualità di codirettore artistico e coreografo. Grazie a lui la compagnia può ampliare e diversificare il proprio repertorio e sono suoi tre grandi successi: una versione de Lo Schiaccianoci presentata per la prima volta nel 1964 e da allora riallestita ogni anno, Carmina Burana, che ha debuttato nel 1967 e regolarmente riproposta in seguito, e Tommy, un balletto sulle musiche del gruppo The Who presentato nell'ottobre del 1970 e che suscitò scalpore.
Nel 1981 la compagnia ha partecipato insieme al National Ballet of Canada, al Royal Winnipeg Ballet, al Groupe de la Place Royale, alla Danny Grossman Dance Company, al Toronto Dance Theatre, ai Winnipeg Contemporary Dancers e all'Anna Wyman Dance Theatre al Canadian Dance Spectacular, uno spettacolo di danza al National Arts Centre di Ottawa che è stato ripreso dal National Film Board of Canada per il film documentario Gala del 1982.
Nel 2000 divenne direttore artistico Gradimir Pankov, oggi direttore artistico emerito.
Dal 2017 la direzione artistica dei Grands Ballets è affidata a Ivan Cavallari.
La compagnia ha commissionato lavori ad alcuni dei coreografi più importanti al mondo: La Dame de pique di Kim Brandstrup, L'Effet Papillon di Shawn Hounsell, Between Ashes and Angels di Adam Hougland, Noces e Le Sacre di Printemps di Stijn Celis, Le Petit Prince, Possibly Six e TooT di Didy Veldman, La Bête et la Belle di Kader Belarbi, Les Quatres saisons di Mauro Bigonzetti, Minus One e Danz di Ohad Naharin, Rodin/Claudel di Peter Quanz e Re-II di Shen Wei.
Il suo repertorio comprende anche importanti acquisizioni di artisti come Mats Ek, Jiří Kylián, Jean-Christophe Maillot e Christopher Wheeldon, oltre a opere di giovani creatori come Stephan Thoss, Didy Veldman e Peter Quanz.
I Grands Ballets hanno ospitato diverse compagnie internazionali, fra cui Houston Ballet, Royal Winnipeg Ballet, Alvin Ailey American Dance Theater, Cullberg Ballet (Svezia), Compañía Nacional de Danza (Spagna), Warsaw Ballet (Polonia), Cloud Gate Dance Theatre (Taiwan), Shen Wei Dance Arts (New York City), Ballet de l'Opéra de Lyon (Francia), Dutch National Ballet e Eifman Ballet Theatre of St-Petersburg (Russia).
Nel corso degli anni, Les Grands Ballets canadiens de Montréal sono diventati una compagnia di creazione, produzione e presentazione di fama mondiale dedicata allo sviluppo del balletto in tutte le sue forme.
Dal 1997 i Grands Ballets hanno permesso a migliaia di bambini, attraverso il fondo filantropico Casse-Noisette pour enfants, di avvicinarsi al mondo del balletto.
Nel 2013, inoltre, la compagnia dà vita al Centre national de danse-thérapie, che promuove i benefici della danzaterapia.